# Eugeniusz Latacz
Eugeniusz Latacz (ur. 2 kwietnia 1905 w Krakowie, zm. 25 lutego 1943 w Oświęcimiu-Brzezince) – piłkarz, bibliotekarz, historyk wojen kozackich.

## Życiorys
Grał na pozycji bramkarza w następujących klubach: w latach 1920–1926 w Cracovii, w 1927 w Wawelu Kraków i w latach 1926–1927  ponownie w Cracovii. Studiował Historię na UJ pod kierunkiem Władysława Konopczyńskiego. Doktorat w 1935. Następnie w latach 1935–1943 pracował w Bibliotece Czartoryskich w Krakowie. Pracował pod kierunkiem Mariana Kukiela prowadząc kwerendy archiwalne w kraju i za granicą. Autor wielu biogramów w Polskim Słowniku Biograficznym i artykułów publikowanych w „Czasie”. Pasjonowała go radiotechnika- w 1925 zbudował jeden z pierwszych w Polsce lampowych aparatów radiowych. Eksperymentował ponadto z kolorowym filmem. Jesienią 1940 wraz z Gustawem Schmagerem potajemnie sfilmował kamerą wąskotaśmową fragmenty przeprowadzki księgozbioru Biblioteki Jagiellońskiej z Collegium Maius do gmachu przy alei Mickiewicza 22. W 1942 odkrył nadużycia dokonywane przez niemieckiego pracownika Hotelu Polskiego przy ulicy Pijarskiej - hotel należał do Fundacji Książąt Czartoryskich). Próbował przeciwdziałać tym nadużyciom. 18 stycznia 1943 został aresztowany przez gestapo, podczas pracy w bibliotece. Zginął w obozie koncentracyjnym.

## Wybrane publikacje
- Ugoda Zborowska a plany tureckie Jana Kazimierza[1], 1933.
- Kampania Kalinowskiego na Ukrainie luty - maj 1651, 1935.